# Succiseae
Succiseae (lat. Succisa), nekadašnji tribus trajnica i jednogodišnjeg raslinja iz potporodice češljugovki, dio porodice kozokrvnica. Sastoji se od dva roda iz Europe i Azije i nekih dijelova Afrike (Succisa trichotocephala; Kamerun).
Tribus je opisan 2013., danas su njegovi rodovi uklopljeni u tribus  Dipsaceae.

## Vrste
1. Succisa Haller
2. Succisella Beck